# Милан Опачић
Милан Опачић (Пожега, 16. јул 1960) је бивши кошаркаш и некадашњи извршни директор Удружења кошаркашких тренера Југославије и генерални менаџер КК „Црвена звезда”, а садашњи међународни кошаркашки тренер и спортски менаџер.

## Биографија
Потекао је из Пожеге, похађао параћинску Гимназију „13. октобар” 1975–1976. и Земунску гимназију 1976–1979, а у Београду је дипломирао на Машинском факултету, касније завршивши и Вишу кошаркашку школу. Док је тренирао кошарку играо је на позицији плејмејкера и узор му је био Зоран Мока Славнић. Одређено време је радио у инжењерској струци, а онда се у потпуности посветио спорту. Био је помоћник директора за одржавање у панчевачкој ПВЦ „Петрохемији” од 1987. до 1988. и виши самостални конструктор у београдском Војнотехничком институту од 1988. до 1994. Каријеру кошаркашког тренера и менаџера градио је радећи на развоју највећих домаћих и страних талената из чак четрдесет земаља света – са националним репрезентативцима и играчима Евролиге.
Био је генерални менаџер КК „Црвена звезда” од 2008. до 2010, када су за овај клуб наступали Немања Бјелица, Тадија Драгићевић, Елмедин Кикановић, Марко Кешељ, Немања Недовић, Владимир Штимац, а потом од 2011. до 2019. стручни сарадник „Фибе” у њеном седишту у Женеви. На месту главног тренера екипе савезне државе Тамил Наду из Ченаја 2018. је освојио национално првенство Индије. Тренутно живи и ради као технички директор Кошаркашке академије „FIBA BG” у Пекингу.
Говори енглески и немачки језик. Ожењен је и има двоје деце.

### Тренерска каријера
| 1980–1986. | Тренер КК „Ужичка република”                              |
| 1986–1988. | Тренер КК „Војвода Степа”                                 |
| 1991–1992. | Шеф стручног штаба КК „Инфос РТМ Београд”                 |
| 1993–1996. | Главни тренер КК „ABM Neterstim”                          |
| 1994.      | Тренер пионирске селекције Југославије у Санкт Петербургу |
| 2008–2010. | Генерални менаџер КК „Црвена звезда”                      |
| 2011–2019. | Стручни сарадник „Фибе”                                   |
| 2016–2017. | Спортски директор КК „Ал Ахли”, Либија                    |
| 2018.      | Главни тренер репрезентације Тамил Надуа, Индија          |

Милан Опачић је оснивач, власник и бивши директор (до 2019) међународног кошаркашког кампа „YUBAC”, који поседује лиценцу Кошаркашког савеза Србије и који је једини од кампова у региону организовао „Фиба” такмичење. У раду овог кампа, чији је промотер Василије Мицић, учествовали су Жељко Обрадовић, Душан Ивковић, Душко Вујошевић, Игор Кокошков, Светислав Пешић, Александар Ђорђевић и други. Члан је Извршног одбора „Фибине” Светске асоцијације кошаркашких тренера (FIBA WABC), познавалац европске, Ен-Би-Еј и светске кошарке и пријатељ спортских директора тимова широм планете.

### Стручни семинари
С обзиром на то да је захваљујући богатој каријери постао завидни познавалац европске и америчке кошарке, учесник је и организатор релевантних семинара са Доном Нелсоном, Грегом Поповичем, Ларијем Брауном, Рубеном Мањаном, Етореом Месином, Пинијем Гершоном, Паблом Ласом, Серђом Скариолом, Светиславом Пешићем и Божидаром Маљковићем.
Био је предавач на стручним тренерским семинарима у Аустрији 1997. и Русији 1998, извршни директор „Београдског кошаркашког семинара” (енгл. Basketball Clinic Belgrade) од 2002. до 2006, којег је организатор Удружење кошаркашких тренера Србије, и издавач и члан уређивачког одбора од првог броја часописа „Тренер”.
Креирао је „Basketball Time Planner” 2005. године.